# 李文龙
李文龙（1940年4月5日—2009年3月31日），上海人，是已故中国足球运动员和教练。
李文龙球员时期入选了中国国家足球队，退役后留在上海队成为教练，培养了李中华、秦国荣、郑彦、林志桦、鞠李谨、贾春华、姚俊、刘军、成耀东、李晓等优秀球员，直至1994年才从工作岗位退休，不久后查出因心脏肥大引起心力衰竭。
2004年，李文龙成功接受了心脏移植手术。2009年，他再次因心力衰竭入院，于3月31日逝世，享年68岁。